# Aubrey de Coucy
Aubrey de Coucy ou de Courcy fut brièvement comte de Northumbrie au XIe siècle.

## Biographie
Selon Judith A. Green, ce serait un Français, seigneur de Coucy-le-Château dans l'Aisne. Il y avait en effet un seigneur de Coucy prénommé Aubrey à cette date.
Il est nommé comte de Northumbrie par Guillaume le Conquérant en 1080, après la mort de Guillaume Walcher, mais il ne semble jamais avoir exercé ce rôle, étant reparti sur le continent la même année. Selon l'Historia Regum Anglorum, l'homme manquait de compétences pour contrôler ce turbulent comté. En repartant pour le continent, il perd tous ses domaines en Angleterre (dans le Berkshire et le Yorkshire). Il est remplacé par Robert de Montbray, probablement après 1086 car le Domesday Book, achevé la même année, lui attribue encore la Northumbrie et des terres en Angleterre.